# فدرینگن
فدرینگن (به آلمانی: Fedderingen) یک شهر در آلمان است که در دیمارشن واقع شده‌است. فدرینگن ۲۷۸ نفر جمعیت دارد.